# شرکت (مینی‌سریال)
سازمان (به انگلیسی: The Company) یک مینی سریال سه قسمتی در ژانر معمایی است که در سال ۲۰۰۷ توسط مایکل سالُمُن ساخته و از شبکه TNT ایالات متحده پخش شده است. از بازیگران آن می‌توان به کریس اودانل، مایکل کیتون و آلفرد مولینا اشاره کرد.

## داستان
این مینی سریال که از بهترین سریال‌های پخش شده در زمینه جاسوسی است، به فعالیت‌های سازمان اطلاعات مرکزی آمریکا (CIA) در دوران جنگ سرد و تقابل آن با سازمان اطلاعاتی شوروی کاگ‌ب (KGB) می‌پرازد، و در آن رخدادهای تاریخی‌ای چون انقلاب مجارستان، عملیات خلیج خوک‌ها و فروپاشی اتحاد جماهیر شوروی به تصویر کشیده شده است.